# Executioner
Executioner est le premier album studio du groupe de thrash metal américain Mantic ritual.
La première édition de Executioner est sortie quand le groupe s'appelait encore Meltdown. Elle comprenait les titres suivants :
1. One by One
2. Executioner
3. Black Tar Sin
4. Death and Destruction
5. Murdered to Death
6. Souls
7. Panic
8. Double the Blood
9. Thrashatonement
10. Next Attack

L'album a été ré-édité en 2009 sous le label Nuclear Blast Records avec deux pistes supplémentaires. L'album comprend désormais les pistes suivantes :
1. One by One
2. Executioner
3. Black Tar Sin
4. Death and Destruction
5. Murdered to Death
6. Souls
7. Panic
8. Double the Blood
9. Blackout
10. Thrashatonement
11. By the Cemetery
12. Next Attack